# 千日町 (鹿児島市)
千日町（せんにちちょう）は、鹿児島県鹿児島市の町。郵便番号は892-0843。人口は224人、世帯数は147世帯（2020年4月1日現在）。千日町の全域で住居表示を実施している。
町域の中央部を南北に通る天文館通りを中心に商店街が形成されており、鹿児島市の繁華街である天文館の一部を構成している。1963年（昭和38年）に南林寺町、船津町、山之口町、樋之口町の各一部より分割され千日町として設置された。

## 地理
鹿児島市中部に位置する。町域の北方には東千石町、南方には松原町、東方には船津町、西方には山之口町、樋之口町がそれぞれ接している。
町域の北端に鹿児島県道21号鹿児島中央停車場線及び鹿児島市交通局の鹿児島市電1系統2系統が通っているが、町内に駅は所在しない。中町や東千石町とともに天文館の一部を形成しており、天文館通りにはアーケードが設置されている。南部には天文館公園がある。

### 河川
- 清滝川[8]

### 町名の由来
「千日町」という町名は町域内に千日市場が所在していたことに由来している。

## 歴史
1962年（昭和37年）に住居表示に関する法律が施行されたのに伴い、鹿児島市は鹿児島市街地域の住居表示に着手した。1963年（昭和38年）9月11日に城南地区で住居表示に伴う町域の再編が実施され、南林寺町、船津町、山之口町、樋之口町の各一部より分割され「千日町」として設置された。

### 町域の変遷
| 変更後         | 変更年             | 変更前           |
| -------------- | ------------------ | ---------------- |
| 千日町（新設） | 1963年（昭和38年） | 南林寺町（一部） |
| 千日町（新設） | 1963年（昭和38年） | 船津町（一部）   |
| 千日町（新設） | 1963年（昭和38年） | 山之口町（一部） |
| 千日町（新設） | 1963年（昭和38年） | 樋之口町（一部） |

## 人口
以下の表は国勢調査による小地域集計が開始された1995年以降の人口の推移である。
| 年                 | 人口 |
| ------------------ | ---- |
| 1995年（平成7年）  | 337  |
| 2000年（平成12年） | 292  |
| 2005年（平成17年） | 249  |
| 2010年（平成22年） | 203  |
| 2015年（平成27年） | 177  |

## 施設

### 公共
- 天文館公園
1954年（昭和29年）に松原小学校跡[15]に設置された面積1.2ヘクタールの公園であり、スポーツ大会やイベントが多く開かれている[16]。
- 鹿児島県警察鹿児島中央警察署地蔵角交番[17]

## 小・中学校の学区
市立小・中学校に通う場合、学区（校区）は以下の通りとなる。
| 町丁   | 番     | 小学校               | 中学校               |
| ------ | ------ | -------------------- | -------------------- |
| 千日町 | 11-13  | 鹿児島市立松原小学校 | 鹿児島市立甲東中学校 |
| 千日町 | その他 | 鹿児島市立山下小学校 | 鹿児島市立甲東中学校 |

## 交通

### 道路
主要地方道
- 鹿児島県道21号鹿児島中央停車場線